# Skosariwka
Skosariwka (ukr. Скосарівка) – wieś na Ukrainie, w obwodzie odeskim, w rejonie berezowskim, w hromadzie Andrijewo-Iwaniwka. W 2001 liczyła 1007 mieszkańców, spośród których 931 wskazało jako ojczysty język ukraiński, 18 rosyjski, 48 mołdawski, 1 bułgarski, 4 białoruski, 4 ormiański, a 1 inny.